# Eparchie saratovská
Eparchie Saratov je eparchie ruské pravoslavné církve nacházející se v Rusku.

## Území a titul biskupa
Zahrnuje správní hranice území Atkarského, Bazarno-Karabulakského, Baltajského, Volského, Voskresenského, Novoburaského, Petrovského, Saratovského, Tatiščevského a Chvalynského rajónu Saratovské oblasti.
Eparchiálnímu biskupovi náleží titul biskup saratovský a volský.

## Historie
Dne 16. října 1799 byla oddělením od tambovské eparchie oddělena saratovská a penzenská eparchie. Kvůli nedostatku vhodných prostor pro biskupy a eparchiální správu se prvnímu biskupovi Gaiju (Takaovi) podařilo přemístit sídlo do Penza a roku 1803 byla eparchie přejmenována na eparchii penzenskou a saratovskou.
Dne 20. října 1828 nařídil car Mikuláš I. Pavlovič zřízení samostatné eparchie v Saratově. O den později Nejsvětější synod vydal rozhodnutí aby byla nová eparchie pojmenována jako saratovská a caricynská. Biskup měl sídlit ve Spaso-Preobraženském monastýru v Saratově a toto rozhodnutí 3. listopadu car schválil.
Po revoluci začalo pronásledování církve, které dosáhlo vrcholu ve 30. letech 20. století. Na konci 30. let nezůstal v saratovské eparchii jediný fungující chrám a  většina duchovních byla buď zastřelena nebo byla v táborech a exilech.
Ve válečných dobách se vztahy mezi církví a vládou začaly postupně měnit, ale biskup jmenovaný do Saratova v roce 1941 po čtyřleté přestávce nemohl do svého katedrálního města dorazit, protože v Saratově nebyly žádné fungující chrámy. Oživení církevního života eparchie začalo na podzim roku 1942.
Dne 5. října 2011 byla rozhodnutím Svatého synodu zřízena z části území eparchie nová eparchie balašovská a eparchie pokrovská.

## Seznam biskupů
- 1799–1808 Gaij (Takaov)
  - po 4. prosinci 1803 viz. eparchie penzenská
- 1828–1832 Moisej (Bogdanov-Platonov-Antipov)
- 1832–1847 Iakov (Večerkov)
- 1847–1856 Afanasij (Drozdov)
- 1856–1860 Ioannikij (Gorskij)
- 1860–1863 Jevfimij (Belikov)
- 1864–1873 Ioannikij (Rudněv), místně svatořečený
- 1873–1882 Tichon (Pokrovskij)
- 1882–1889 Pavel (Vilčinskij)
- 1889–1893 Avraamij (Letnickij)
- 1893–1899 Nikolaj (Nalimov)
- 1899–1903 Ioann (Kratirov)
- 1903–1912 Germogen (Dolgaňov), svatořečený mučedník
- 1912–1914 Alexij (Dorodnicyn)
- 1914–1917 Palladij (Dobronravov)
- 1917–1927 Dosifej (Protopopov)
- 1924–1926 Andrej (Komarov), dočasný administrátor
- 1927–1928 Faddej (Uspenskij), svatořečený mučedník
- 1928–1933 Serafim (Alexandrov)
- 1933–1935 Afanasij (Malinin)
- 1935–1936 Serafim (Siličev)
- 1936–1937 Veniamin (Ivanov)
  - 1937–1941 eparchie neobsazena
- 1941–1942 Andrej (Komarov)
- 1942–1944 Grigorij (Čukov)
- 1945–1947 Paisij (Obrazcov)
- 1947–1949 Boris (Vik)
- 1949–1952 Filipp (Stavickij)
- 1953–1954 Gurij (Jegorov)
- 1955–1955 Veniamin (Milov)
- 1955–1955 Iov (Kresovič), dočasný administrátor
- 1955–1958 Veniamin (Fedčenkov)
- 1958–1963 Palladij (Šerstěnnikov)
- 1963–1964 Varfolomej (Gondarovskij)
- 1965–1993 Pimen (Chmelevskij)
- 1994–1994 Nektarij (Korobov)
- 1994–1995 Prokl (Chazov), dočasný administrátor
- 1995–2003 Alexandr (Timofejev)
- 2003–2003 Sergij (Poletkin), dočasný administrátor
- 2003–2020 Longin (Korčagin)
- od 2020 Ignatij (Děputatov)